# Sylvie Bermann
Sylvie-Agnès Bermann (Salins-les-Bains, Borgonha-Franco-Condado, 19 de outubro de 1953), é uma diplomata francesa. Foi embaixadora da França na China de 2011 a 2014, depois embaixadora no Reino Unido de 2014 a 2017 e é presentemente a embaixadora francesa na Rússia, desde setembro de 2017.
Sylvie Bermann foi antes diretora de vários departamentos no Ministério dos Negócios Estrangeiros, como o das Nações Unidas, das organizações internacionais, dos direitos do Homem, e da francofonia.